# Ichneumon nigrator
Ichneumon nigrator là một loài tò vò trong họ Ichneumonidae.